# Боко-Сонгхо (округ)
Боко-Сонгхо (фр. Boko-Songho) — округ в Республике Конго, входит в состав департамента Буэнза. Население на 28 апреля 2007 года — 12 575 человек. Центр — город Боко-Сонгхо.